# Emancipation (album)
Pour les articles homonymes, voir Émancipation.
Albums de Prince
Chaos and Disorder
(1996) Crystal Ball
(1998)
Émancipation est un triple-album studio du chanteur et musicien Prince, sous l'acronyme imprononçable « Love symbol ». Il est publié le 19 novembre 1996 sur son propre label, NPG Records, et distribué par EMI. Il s'agit du premier album de l'artiste à sortir après la fin partielle de son contrat historique avec Warner Bros. Le coffret a été classé 11e au Billboard 200, et 6e au Billboard Top R&B/Hip-Hop Albums, le 7 décembre 1996,,,.
Les trois disques, qui ont chacun un climat différent, sont tous d'une durée d'environ soixante minutes, et composés de douze morceaux. Pour la première fois dans la discographie de Prince, on y trouve des reprises d'autres musiciens.

## Personnel
- Prince : chants, instruments.
- Tommy Barbarella, Morris Hayes, Ricky Peterson : claviers ;
- Michael Bland (en) : batterie ;
- Kathleen Bradford, Kate Bush, Rosie Gaines (en), Mayte Garcia, Rhonda Johnson, Chanté Moore : chœurs ;
- Kathleen Dyson, Mike "Rev" Scott : guitare ;
- Kirk Johnson : batterie, co-réalisation, arrangements ;
- Michael Mac : scratch, chœurs ;
- Poet99, Scrap D., Smooth G. : rap, chœurs ;
- Rhonda Smith, Sonny Thompson : basse.
- Cuivres :
  - Walter Chancellor, Jr., Brian Gallagher, Kathy Jensen : saxophones ;
  - Dave Jensen, Steve Strand : trompette ;
  - Eric Leeds : saxophone, flûte :
  - Brian Lynch (en) : cuivres non spécifiés ;
  - Michael B. Nelson : trombone.

## Liste des titres

### Disque 1
| No  | Titre                      | Note(s)                                                 | Durée |
| --- | -------------------------- | ------------------------------------------------------- | ----- |
| 1.  | Jam of the Year            | Chœurs de Rosie Gaines.                                 | 6:10  |
| 2.  | Right Back Here in My Arms |                                                         | 4:43  |
| 3.  | Somebody's Somebody        |                                                         | 4:43  |
| 4.  | Get Yo Groove On           |                                                         | 6:31  |
| 5.  | Courtin' Time              |                                                         | 2:46  |
| 6.  | Betcha by Golly Wow!       | Reprise des Stylistics (album éponyme, 1971).           | 3:31  |
| 7.  | We Gets Up                 | Cuivres de Brian Lynch.                                 | 4:18  |
| 8.  | White Mansion              |                                                         | 4:47  |
| 9.  | Damned if I Do             |                                                         | 5:21  |
| 10. | I Can't Make U Love Me     | Reprise de Bonnie Raitt (album Luck of the Draw, 1991). | 6:37  |
| 11. | Mr. Happy                  |                                                         | 4:46  |
| 12. | In This Bed I Scream       |                                                         | 5:40  |

### Disque 2
| No  | Titre                                | Note(s)                                                     | Durée |
| --- | ------------------------------------ | ----------------------------------------------------------- | ----- |
| 1.  | Sex in the Summer                    |                                                             | 5:57  |
| 2.  | One Kiss at a Time                   |                                                             | 4:41  |
| 3.  | Soul Sanctuary                       |                                                             | 4:41  |
| 4.  | Emale                                | Cuivres de Brian Lynch.                                     | 3:38  |
| 5.  | Curious Child                        |                                                             | 2:57  |
| 6.  | Dreamin' About U                     |                                                             | 3:52  |
| 7.  | Joint 2 Joint                        |                                                             | 7:52  |
| 8.  | The Holy River                       |                                                             | 6:55  |
| 9.  | Let's Have a Baby                    |                                                             | 4:07  |
| 10. | Saviour                              |                                                             | 5:48  |
| 11. | The Plan                             | Version allongée sur l'album instrumental Kamasutra (1998). | 1:47  |
| 12. | Friend, Lover, Sister, Mother / Wife |                                                             | 7:37  |

### Disque 3
| 1.             | Slave                     |                                                                      | 4:51 |
| 2.             | New World                 |                                                                      | 3:43 |
| 3.             | The Human Body            |                                                                      | 5:42 |
| 4.             | Face Down                 |                                                                      | 3:17 |
| 5.             | La, La, La Means I Love U | Reprise des Delfonics (album éponyme, 1968). Chœurs de Chanté Moore. | 3:59 |
| 6.             | Style                     | Cuivres de Brian Lynch.                                              | 6:40 |
| 7.             | Sleep Around              |                                                                      | 7:42 |
| 8.             | Da, Da, Da                |                                                                      | 5:15 |
| 9.             | My Computer               | Chœurs de Kate Bush.                                                 | 4:37 |
| 10.            | One of Us                 | Reprise de Joan Osborne (1995).                                      | 5:19 |
| 11.            | The Love We Make          |                                                                      | 4:39 |
| 12.            | Emancipation              |                                                                      | 4:12 |
| Total - 179:41 |                           |                                                                      |      |

## Performances commerciales
| Pays                    | Chart                            | Meilleure position | Total semaine | Réf    |
| ----------------------- | -------------------------------- | ------------------ | ------------- | ------ |
| États-Unis              | Billboard 200                    | 11                 | 21            | [ 2 ]  |
| États-Unis              | Billboard Top R&B/Hip-Hop Albums | 6                  | 26            | [ 2 ]  |
| Royaume-Uni             | UK Albums Chart                  | 18                 | 6             | [ 5 ]  |
| Suisse                  | Swiss Music Charts               | 1                  | 10            | [ 6 ]  |
| Autriche                | Ö3 Austria Top 40                | 13                 | 9             | [ 7 ]  |
| Belgique néerlandophone | Ultratop                         | 8                  | 10            | [ 8 ]  |
| Belgique francophone    | Ultratop                         | 22                 | 7             | [ 9 ]  |
| France                  | SNEP                             | 9                  | 4             | [ 10 ] |
| Pays-Bas                | MegaCharts                       | 13                 | 10            | [ 11 ] |
| Norvège                 | VG-lista                         | 27                 | 1             | [ 12 ] |
| Suède                   | Sverigetopplistan                | 22                 | 1             | [ 13 ] |
| Australie               | ARIA Charts                      | 8                  | 3             | [ 14 ] |
| Nouvelle-Zélande        | Rianz                            | 22                 | 2             | [ 15 ] |